# Лісневський Валерій Вікторович
Вале́рій Ві́кторович Лісне́вський — начальник командно-штабного інституту застосування військ (сил), Національний університет оборони України імені Івана Черняховського, генерал-майор, кандидат військових наук, професор.

## Нагороди
За особисту мужність і героїзм, виявлені у захисті державного суверенітету та територіальної цілісності України, вірність військовій присязі під час бойових дій та при виконанні службових обов'язків, відзначений —
- 13 серпня 2015 року — почесним званням заслуженого працівника освіти України.